# Stabsamt Wolfenweiler
Das Stabsamt Wolfenweiler war in napoleonischer Zeit eine Verwaltungseinheit im Süden des Landes Baden. Es bestand von 1803 bis 1807.

## Historischer Hintergrund

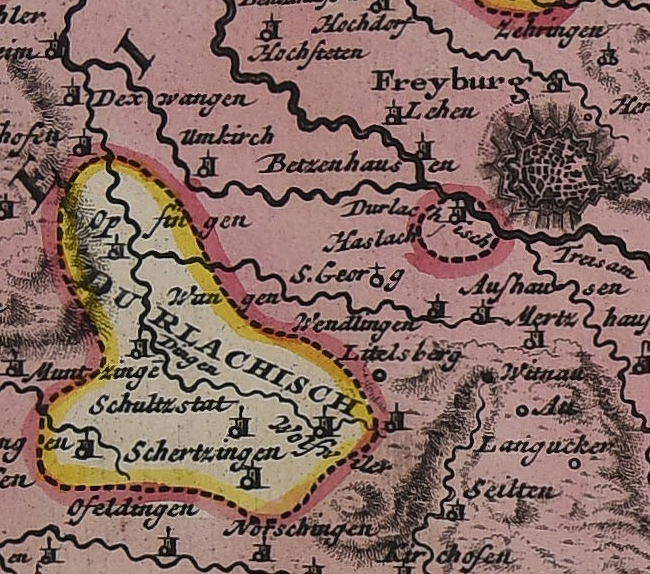
Die Unteren Vogteien um 1718

Am südlichen Ende der Freiburger Bucht, einem Teil der Oberrheinischen Tiefebene, konnte sich mit den Herren von Wolfenweiler ein erstmals im 11. Jahrhundert erwähntes, mit den Grafen von Nimburg verwandtes adeliges Geschlecht etablieren. Nach deren Aussterben Anfang des 13. Jahrhunderts kam ihr Stammsitz über die Grafen von Freiburg und die Markgrafen von Hachberg-Sausenberg 1503 in die Hände der Markgrafen von Baden. Von ihnen wurde er der Herrschaft Badenweiler zugeteilt, gemeinsam mit weiteren Erwerbungen zählte Wolfersweiler dort zu den sogenannten Unteren Vogteien, auch Niedere Vogteien bezeichnet. Räumlich getrennt vom Rest der Herrschaft bildeten sie über Jahrhunderte hinweg zwei Exklaven im vorderösterreichischen Oberamt Breisgau.

## Entstehung

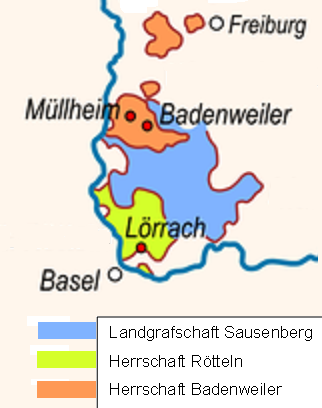
Die altbadischen Besitzungen in der Region

Mit dem Reichsdeputationshauptschluss von 1803 konnte die zum Kurfürstentum aufgewertete Markgrafschaft Baden erhebliche Gebietsgewinne verzeichnen. Dessen Regierung erließ daraufhin kurz nacheinander mehrere Organisationsedikte, von denen zwei die neue Verwaltungsstruktur des Landes festlegten. Im dritten von ihnen wurde das Land in drei Provinzen untergliedert, im sechsten die darunter gelagerte Ebene behandelt. Für den geographisch gesehen mittleren Bereich, in deren Zentrum die Gebiete der altbadischen Markgrafschaften Baden-Baden und Baden-Durlach standen, war es die Provinz der Markgrafschaft, auch Badische Markgrafschaft genannt. Es folgte, neben einer Obervogtei, die Ausweisung von vier Landvogteien. Letzteren wurden jeweils mehrere Ämter zugewiesen. Bis zur Errichtung dieser Landvogteien wurden übergangsweise Oberämter eingerichtet, die Teile der künftigen Landvogteien umfassten. Für den Bereich der Landvogtei Sausenberg, der insgesamt sechs Ämter zugeordnet wurden, waren es die noch aufzuteilenden Oberämter Rötteln und Badenweiler sowie das Stabsamt Wolfenweiler.

## Orte und Einwohnerzahlen
1805 wurde von 3271 Einwohnern berichtet, die sich auf diese sechs Ortschaften verteilten:
- Haslach: 187
- Mengen, mit Bechtoldskirch: 642
- Opfingen, mit St. Nikolaus: 1030
- Schallstadt, mit Föhrenschallstadt: 395
- Tiengen, Sitz des Stabsamtes, mit Schlatthöfe: 454
- Wolfenweiler, mit Leutensberg: 545

## Leiter der Verwaltung
Mit der Leitung, unter dem Titel eines Stabsamtmannes, wurde Johann Michael Metz beauftragt. Nach der Auflösung des Stabsamtes wurde er nach Freiburg versetzt.

## Weitere Entwicklung
Da es nicht zur Errichtung der Landvogtei kam, wurde das Stabsamt im Sommer 1807 der neu errichteten Provinz des Oberrheins, auch Badische Markgrafschaft unterstellt. Mittlerweile war auch die Umgebung, mit Umweg über das Herzogtum Modena-Breisgau, zu Baden gekommen. Daher wurde das Stabsamt Ende 1807 aufgelöst und dem Oberamt Freiburg eingegliedert. Mit mehreren Zwischenschritten entstand aus ihm 1864 das Bezirksamt Freiburg, das 1939 in den Landkreis Freiburg umgewandelt wurde. Bei dessen Auflösung Anfang 1973 wechselten Mengen, Schallstadt und Wolfenweiler zum neu errichteten Landkreis Breisgau-Hochschwarzwald, Tiengen wurde nach Freiburg im Breisgau eingemeindet. Bei Haslach war dieser Schritt 1890, bei Opfingen 1971 vollzogen worden.